# Werewere-Liking Gnepo
Werewere-Liking Gnepo, född 1950 i Kamerun, är en författare, dramatiker och artist baserad i Abidjan i Elfenbenskusten. Hon inrättade teatersällskapet Ki-Yi M'bock (se: fr:Ki-Yi M'bock) 1980 och grundade en konstnärsbyn Ki-Yi 1985 för estetisk utbildning av unga. Hon är dessutom en viktig figur i återupplivandet av estetisk ritualteater. År 2005 tilldelades hon Nomapriset för La memoire amputee. 

## Verk
Romaner
- À la rencontre de…
- Elle sera de jaspe et de corail ; Journal d'une Misovire
- L'Amour-cent-vies
- La mémoire amputée

Poesi
- On ne raisonne pas avec le venin

Teater
- La Puissance de Um
- La Queue du diable
- Une nouvelle terre
- Les mains veulent dire
- Un Touareg s'est marié à une Pygmée
- La veuve dilemme
- L'Enfant Mbéné
- Le Parler-Chanter - Parlare Cantando

Sagor
- Liboy Li Nkundung
- Contes d'initiations féminines